# Skrzynice (województwo zachodniopomorskie)
Skrzynice (niem. Karlshof (Kr. Greifenhagen)) – kolonia w Polsce położona w województwie zachodniopomorskim, w powiecie gryfińskim, w gminie Gryfino.
W latach 1975–1998 miejscowość administracyjnie należała do województwa szczecińskiego.
Od 1895 do 2002 roku przez Skrzynice przebiegała linia kolejowa Gryfino - Pyrzyce. W 1996 r. zawieszono na niej przewozy pasażerskie, a po 6 latach PKP wykreśliło linię z ewidencji.